# ألبرتو غونزاليس (لاعب كرة قاعدة)
ألبرتو غونزاليس (بالإسبانية: Alberto González)‏ هو لاعب كرة قاعدة فنزويلي، ولد في 18 أبريل 1983 في ماراكايبو في فنزويلا.

## وصلات خارجية
- ألبرتو غونزاليس على موقع دوري كرة القاعدة الرئيسي (الإنجليزية)
- ألبرتو غونزاليس على موقعبيزبول رفرنس.كوم (الدوري الرئيسي) (الإنجليزية)
- ألبرتو غونزاليس على موقعبيزبول رفرنس.كوم (الدوري الثانوي) (الإنجليزية)
- ألبرتو غونزاليس على موقع إي إس بي إن.كوم (أم.أل.بي) (الإنجليزية)
- ألبرتو غونزاليس على موقع مشجعي الرسوم البيانية (الإنجليزية)